# 브야다푸라
브야다푸라(Vyadhapura)는 캄보디아 프레이벵 주로 알려진 메콩강변의 도시였는데 부남의 수도였다. 바다에서 약 200km 떨어졌다고 중국의 문헌에 나와있다.